# Rethera brandti
Rethera brandti ist ein Schmetterling (Nachtfalter) aus der Familie der Schwärmer (Sphingidae).
Es werden derzeit zwei Unterarten anerkannt.

## Merkmale
Die Falter der Nominatunterart haben eine Flügelspannweite von 42 bis 46 Millimetern, Rethera brandti euteles ist mit 40 bis 45 Millimetern Spannweite geringfügig kleiner. Die Art ist Rethera afghanistana ähnlich. Die Vorderflügel haben ebenfalls einen helleren Außen- und Innenrand sowie eine markante helle Binde, die mittig quer über die Flügel verläuft. Rethera brandti ist deutlich kleiner als die ähnliche Art Rethera komarovi und hat im Unterschied zu dieser grau gerandete Hinterleibssegmente und ein vollständig grün gefärbtes viertes Segment. Die Unterart Rethera brandti euteles ist in der Regel etwas blasser und mit mehr Grauanteil gefärbt als die Nominatunterart. Außerdem fehlt den meisten Individuen die rosa Färbung, wenngleich es auch solche gibt, die sehr ähnlich wie die Nominatunterart gefärbt sind. Beide Unterarten sind so gut wie nicht variabel.

## Vorkommen und Lebensraum
Rethera brandti brandti tritt nur im Norden des Iran im Elburs-Gebirge und im Kopet-Dag auf. Rethera brandti euteles ist vom Südosten der Türkei und dem Nordosten des Irak bis in den Süden des Iran ins Zāgros-Gebirge verbreitet. Da die Art sehr abgeschieden lebt, ist es denkbar, dass sich die Verbreitung auch noch weiter erstreckt.
Die Nominatunterart besiedelt schwach bewachsene Hänge bis in 2000 Meter Seehöhe. Wie auch Rethera komarovi ist die Art weit verbreitet, tritt jedoch nur lokal auf, dann aber in großer Individuenzahl. Die Falter fliegen künstliche Lichtquellen an und sind dort manchmal zahlreich. Die Unterart Rethera brandti euteles besiedelt andere Lebensräume als die Nominatunterart, sie bewohnt hügelige Steppen und in die Vegetation am Rande von Wüsten. Die Unterart kommt ebenfalls nur lokal vor und mit großer Individuenzahl. Man findet sie zwischen 1500 und 2500 Meter Seehöhe.

## Lebensweise
Die Nominatunterart fliegt in einer Generation von April bis Mitte Mai, Rethera brandti euteles fliegt abhängig von der Höhenlage von Ende März bis Mitte Mai, wobei eine zweite Generation auftreten kann.
Die Präimaginalstadien beider Unterarten sind wie auch allfällige Parasitoide unbekannt. Es wird jedoch vermutet, dass die Raupen an Labkräutern (Galium) fressen.

## Belege